# (19457) Robcastillo
(19457) Robcastillo (1998 HE6) – planetoida z pasa głównego asteroid okrążająca Słońce w ciągu 5,79 lat w średniej odległości 3,22 j.a. Odkryta 21 kwietnia 1998 roku.